# Electroanalysis
Electroanalysis ist eine wissenschaftliche Fachzeitschrift, die vom Wiley-VCH-Verlag veröffentlicht wird. Die erste Ausgabe erschien im Jahr 1989. Derzeit erscheint die Zeitschrift zwölfmal im Jahr. Es werden Artikel veröffentlicht, die sich mit der elektrochemischen Analytik beschäftigen.
Der Impact Factor lag im Jahr 2019 bei 2,544. Nach der Statistik des ISI Web of Knowledge wird das Journal mit diesem Impact Factor in der Kategorie analytische Chemie an 40. Stelle von 86 Zeitschriften und in der Kategorie Elektrochemie an 16. Stelle von 27 Zeitschriften geführt.